# Henry King (Politiker)
Henry King (* 6. Juli 1790 in Palmer, Massachusetts; † 13. Juli 1861 in Allentown, Pennsylvania) war ein US-amerikanischer Politiker. Zwischen 1831 und 1835 vertrat er den Bundesstaat Pennsylvania im US-Repräsentantenhaus.

## Werdegang
Henry King erhielt eine klassische Ausbildung. Nach einem anschließenden Jurastudium und seiner 1815 erfolgten Zulassung als Rechtsanwalt begann er in Allentown in diesem Beruf zu arbeiten. Gleichzeitig schlug er eine politische Laufbahn ein. Zwischen 1826 und 1828 sowie nochmals von 1830 bis 1832 saß er im Senat von Pennsylvania. In den 1820er Jahren schloss er sich der Bewegung um den späteren Präsidenten Andrew Jackson an und wurde Mitglied der von diesem 1828 gegründeten Demokratischen Partei.
Bei den Kongresswahlen des Jahres 1830 wurde King im siebten Wahlbezirk von Pennsylvania in das US-Repräsentantenhaus in Washington, D.C. gewählt, wo er am 4. März 1831 die Nachfolge von Joseph Fry antrat. Nach einer Wiederwahl im achten Distrikt seines Staates konnte er bis zum 3. März 1835 zwei Legislaturperioden im Kongress absolvieren. Seit dem Amtsantritt von Präsident Jackson im Jahr 1829 wurde innerhalb und außerhalb des Kongresses heftig über dessen Politik diskutiert. Dabei ging es um die umstrittene Durchsetzung des Indian Removal Act, den Konflikt mit dem Staat South Carolina, der in der Nullifikationskrise gipfelte, und die Bankenpolitik des Präsidenten.
Im Jahr 1834 verzichtete Henry King auf eine weitere Kandidatur. Nach seiner Zeit im US-Repräsentantenhaus praktizierte er wieder als Anwalt. Er starb am 13. Juli 1861 in Allentown. Sein jüngerer Bruder Thomas (1800–1864) wurde Kongressabgeordneter für Georgia, sein Neffe J. Floyd King (1842–1915) für den Staat Louisiana.